# Senec (okres Senec)
Senec (Duits: Wartberg, Hongaars: Szenc) is een stad in Slowakije met ruim 17.000 inwoners (2011). Senec ligt in het westen van het land, nabij de hoofdstad Bratislava.
De bevolking bestaat uit Slowaken, Hongaren (21%) en Tsjechen. Voor de Tweede Wereldoorlog waren de Hongaren met 92% van de bevolking in de meerderheid. Daarna werd circa de helft van de etnische Hongaren gedwongen uitgeplaatst tijdens een bevolkingsruil met Hongarije (zie: Tsjechoslowaaks-Hongaarse bevolkingsruil). De stad ligt nu net ten noorden van het gebied waar de etnische Hongaren de meerderheid uitmaken.

## Stedenbanden
- Mosonmagyaróvár (Hongarije)
- Parndorf (Oostenrijk)
- Senj (Kroatië)

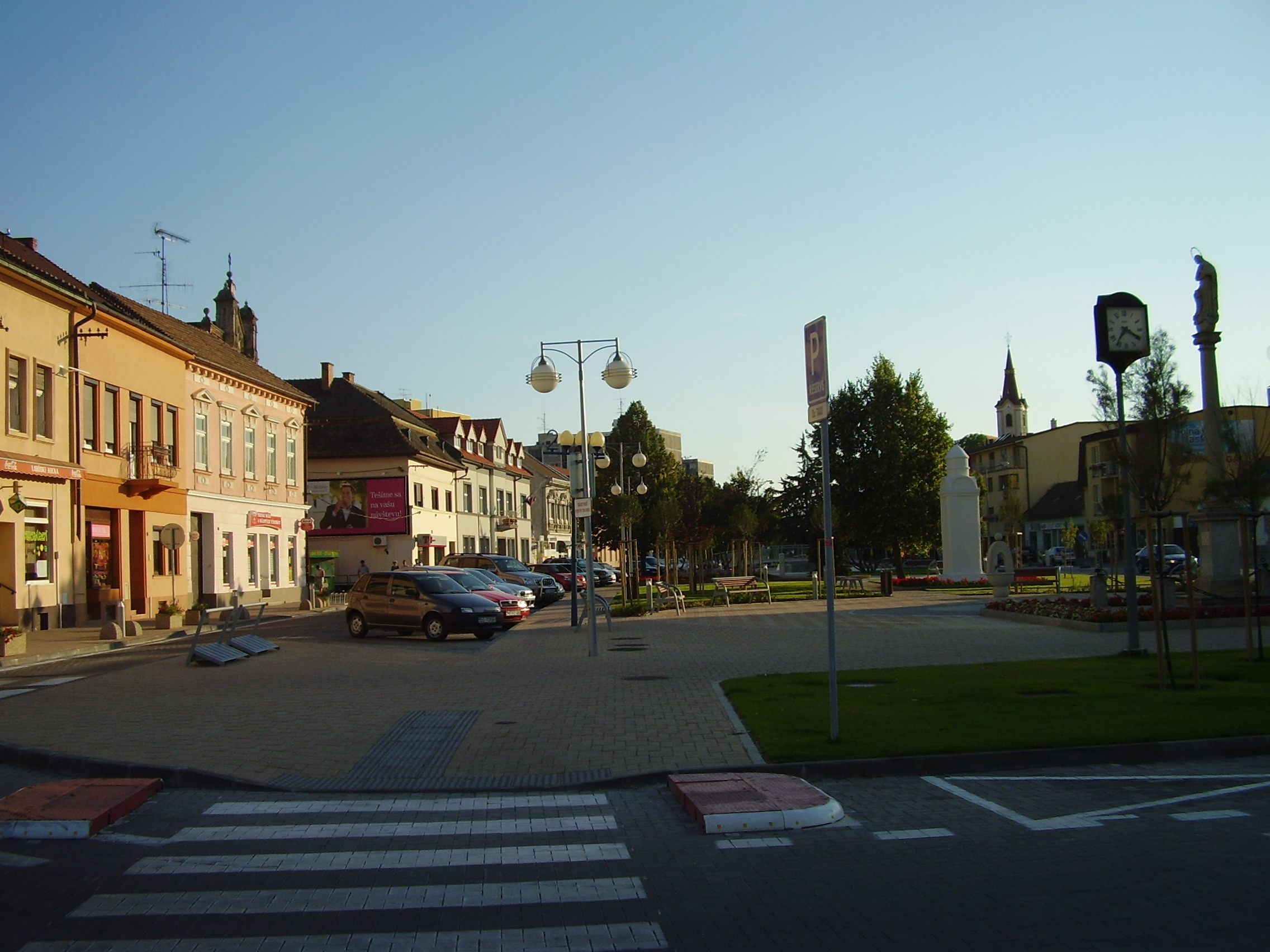
Centrum van Senec
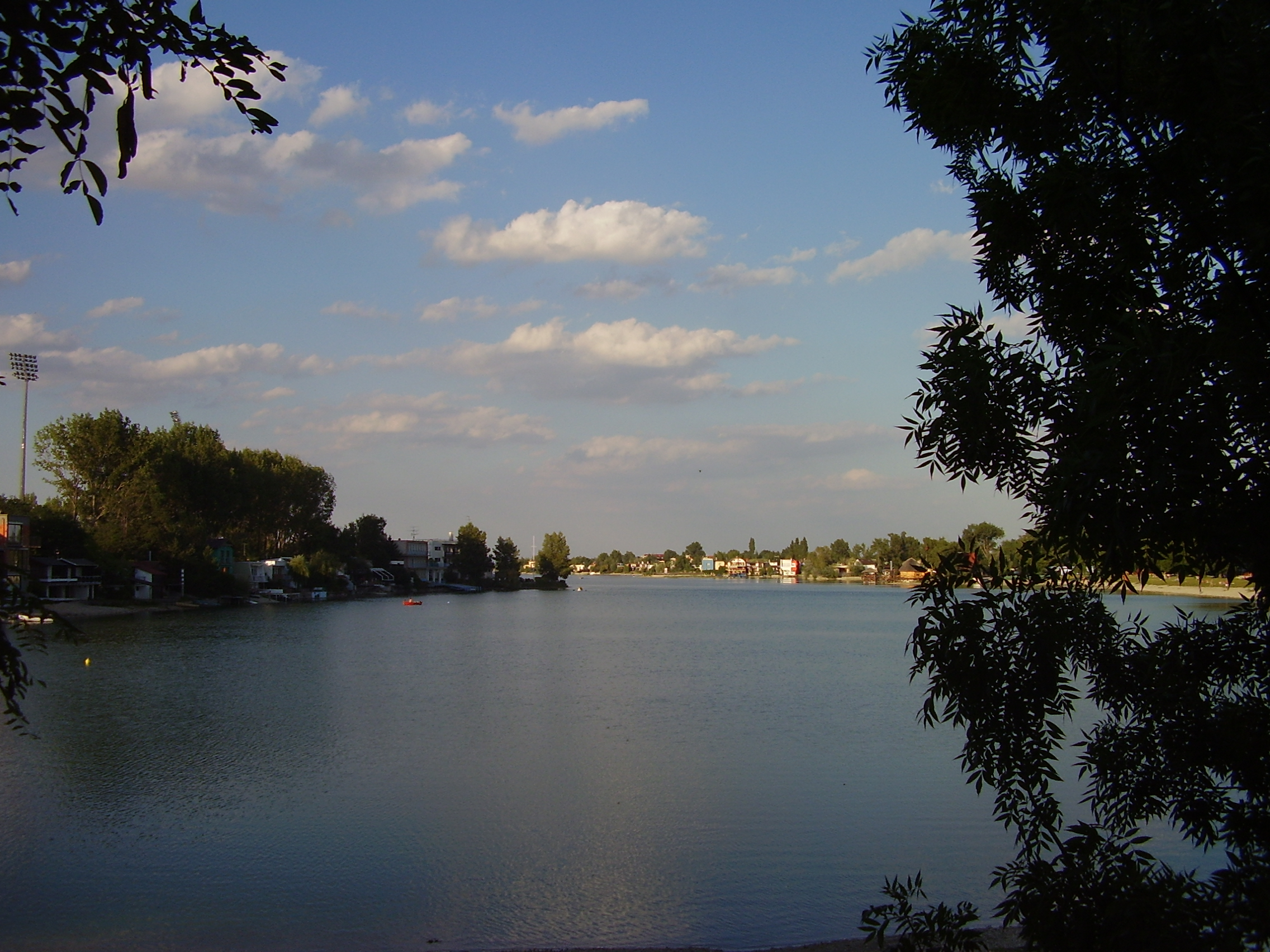
Slnečné jazerá (zonnige meren), nabij Senec
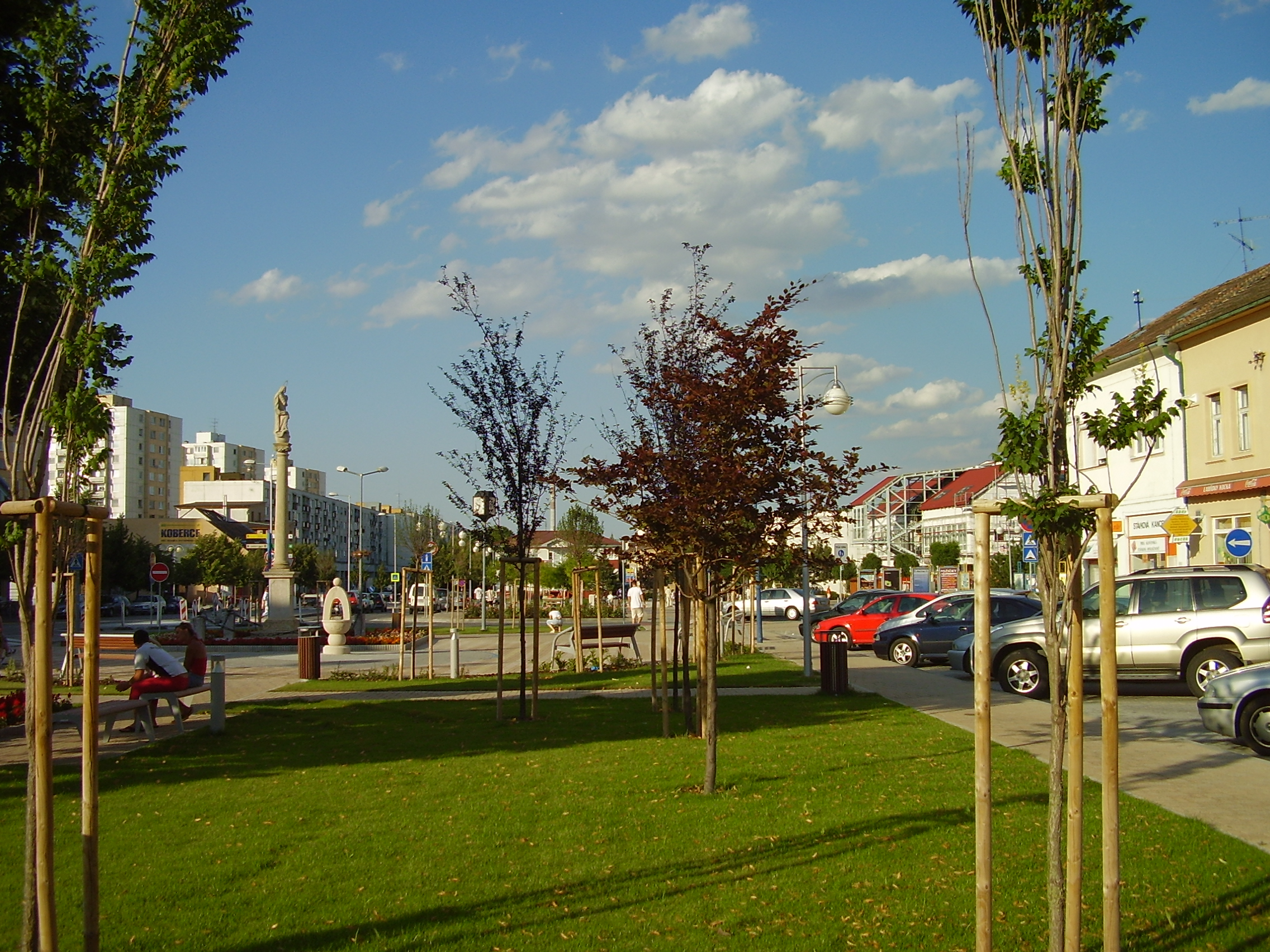
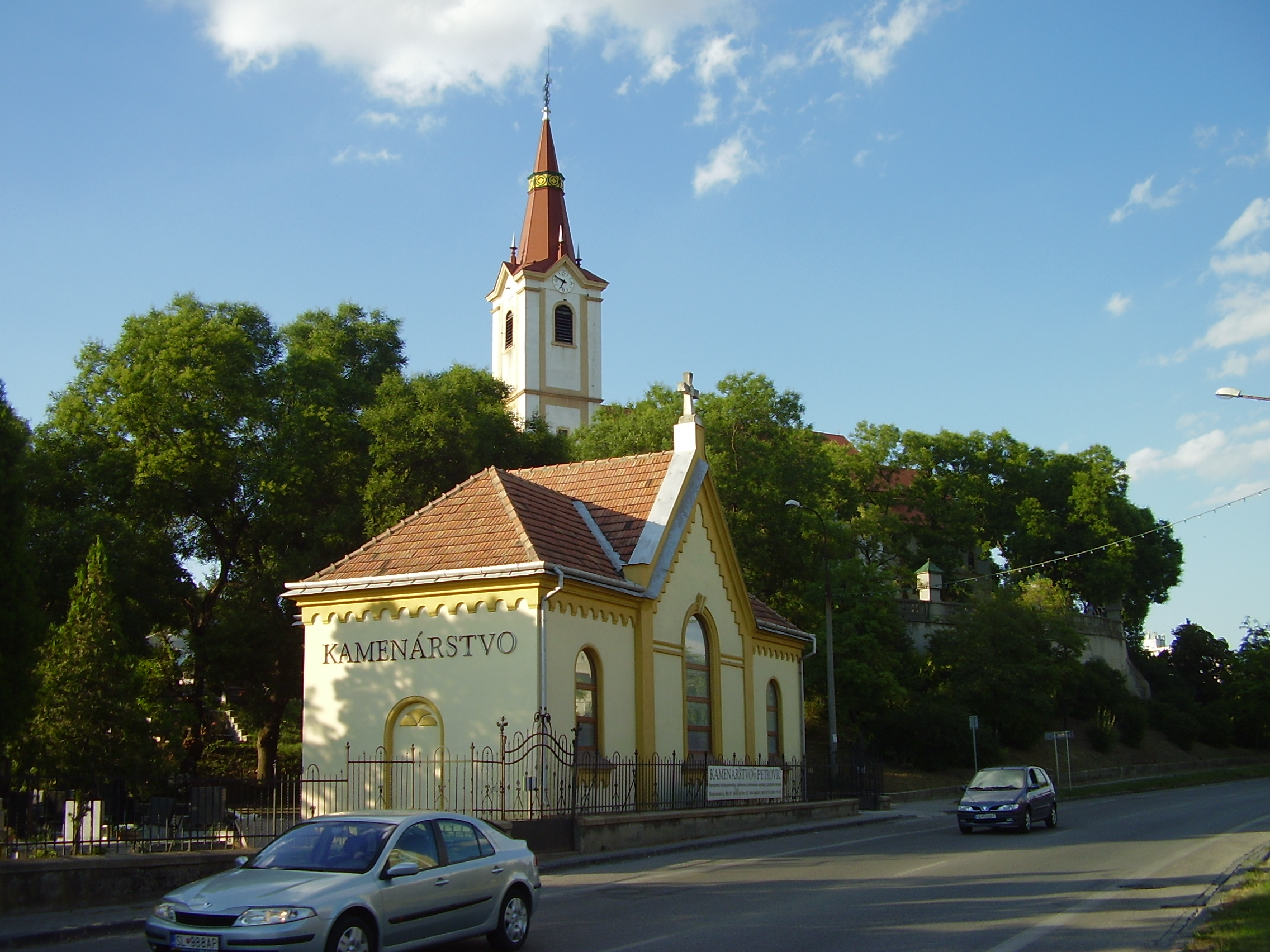

## Geboren
- József Csermák (1932), Hongaars atleet

Bernolákovo · Blatné · Boldog · Čataj · Dunajská Lužná · Hamuliakovo · Hrubá Borša · Hrubý Šúr · Hurbanova Ves · Chorvátsky Grob · Igram · Ivanka pri Dunaji · Kalinkovo · Kaplna · Kostolná pri Dunaji · Kráľová pri Senci · Malinovo · Miloslavov · Most pri Bratislave · Nová Dedinka · Nový Svet · Reca · Rovinka · Senec · Tomášov · Tureň · Veľký Biel · Vlky · Zálesie